# Lorditomaeus orthochaetus
Lorditomaeus orthochaetus är en skalbaggsart som beskrevs av Vladimir Balthasar 1965. Lorditomaeus orthochaetus ingår i släktet Lorditomaeus och familjen Aphodiidae. Inga underarter finns listade i Catalogue of Life.